# Palacio Saluzzo di Corigliano
El palacio Saluzzo di Corigliano es un edificio monumental de Nápoles, Italia. Está situado en la Piazza San Domenico Maggiore, en pleno centro histórico de la ciudad.
Actualmente es la sede del Departamento de Asia, África y Mediterráneo de la Universidad de Nápoles La Oriental.

## Historia

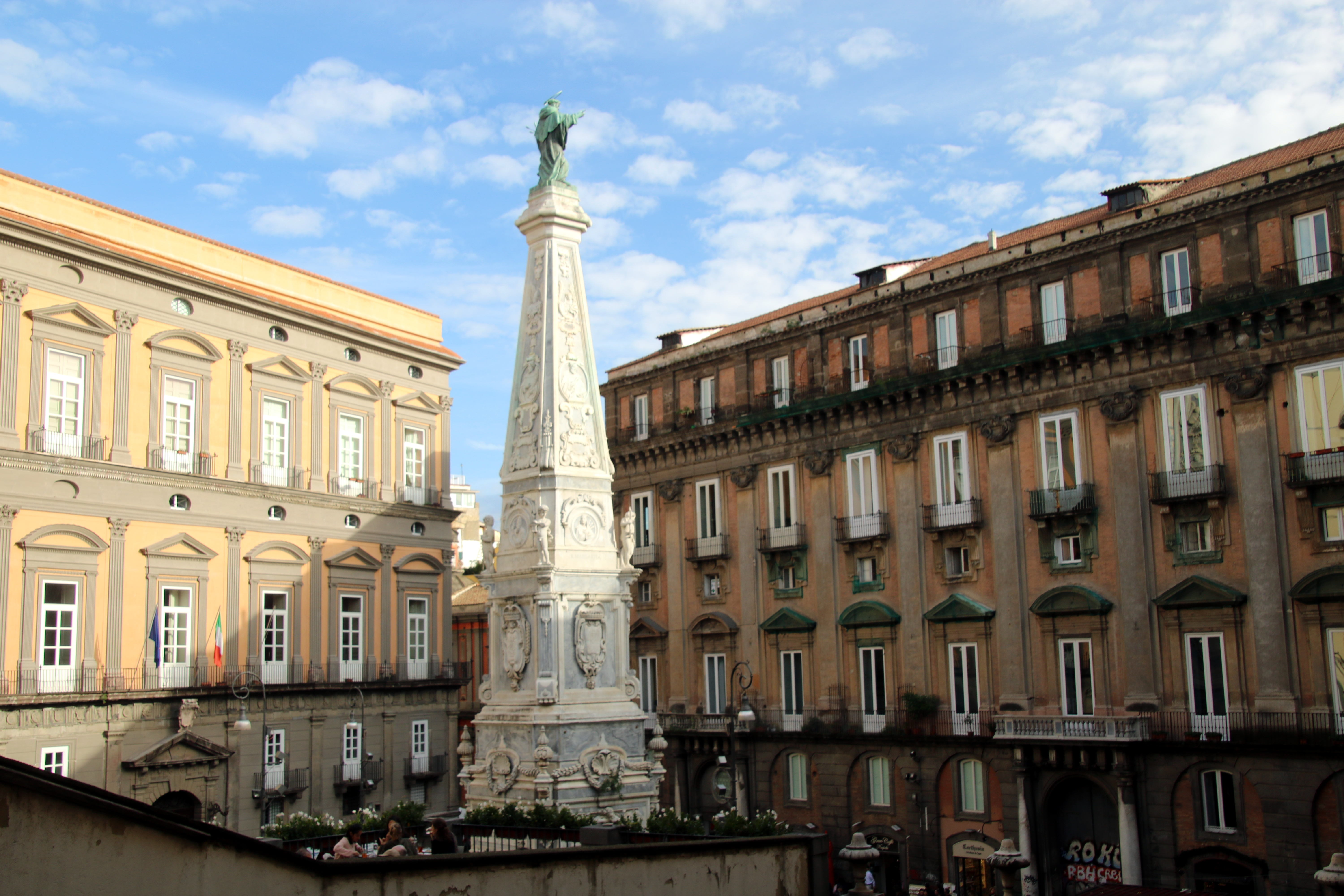
La fachada del Palacio (a la izquierda).

El edificio, inicialmente llamado Palazzo di Sangro di Vietri, fue proyectado por el arquitecto Giovanni Francesco Mormando en el siglo XVI, por la voluntad de Giovanni di Sangro, para celebrar la admisión de la familia di Sangro al Sedile de Nilo, del que eran miembros las más antiguas e ilustres familias de la nobleza napolitana. Anteriormente, en el mismo sitio se encontraban siete edificios conectados entre sí pertenecientes a las monjas de la Iglesia de Santa Patricia, que los vendieron a la familia di Sangro.
En 1587, el Palacio pasó a la familia Carafa di Belvedere; el esposo de Anna Carafa, el duque de Medina, en 1636 realizó cambios significativos en la fachada, modificando la portada con almohadillas y las cornisas de las ventanas fueron convertidas en balcones.
Tras el terremoto de 1688, fue renovado por la familia Gambacorta, duques de Limatola, que reemplazaron las balaustradas de mármol con barandillas de hierro, derribando las almenas y renovando la escalera. En 1732, fue adquirido por el duque Agostino Saluzzo, de la homónima familia genovesa, que posteriormente adquirió el feudo calabrés de Corigliano, del que procede el nombre actual; el duque ordenó algunas renovaciones tanto en el interior como en el exterior, que llevaron a la incorporación de un segundo piso, donde se albergaron las salas de representación. Una de las últimas intervenciones fue obra de Gaetano Genovese, entre los más conocidos arquitectos neoclásicos de Nápoles, quien restauró algunas partes del Palacio.
El Instituto Oriental, actual Universidad de Nápoles La Oriental, alquiló la planta noble del edificio entre 1927 y 1934, en busca de su sede definitiva que consiguió en 1935, al adquirir el Palazzo Giusso. El mismo año, la familia Corigliano, a falta de ingresos de arrendamiento, vendió el Palacio por un millón y medio de liras del tiempo. El edificio se convirtió en la sede del Instituto Nacional de Seguridad Social (INPS) hasta los años 70; en 1977, la Universidad La Oriental decidió adquirirlo definitivamente, después de una negociación de casi diez años.
En 1988 se inició una restauración para recuperar todas las partes histórico-artísticas del edificio, haciéndolo, al mismo tiempo, más funcional para las exigencias de la Universidad; las obras terminaron en 1992. Durante la renovación, se encontraron estructuras de la época grecorromana: los restos de una calzada romana del decumano inferior de la antigua Neapolis y murallas griegas.

## Arquitectura

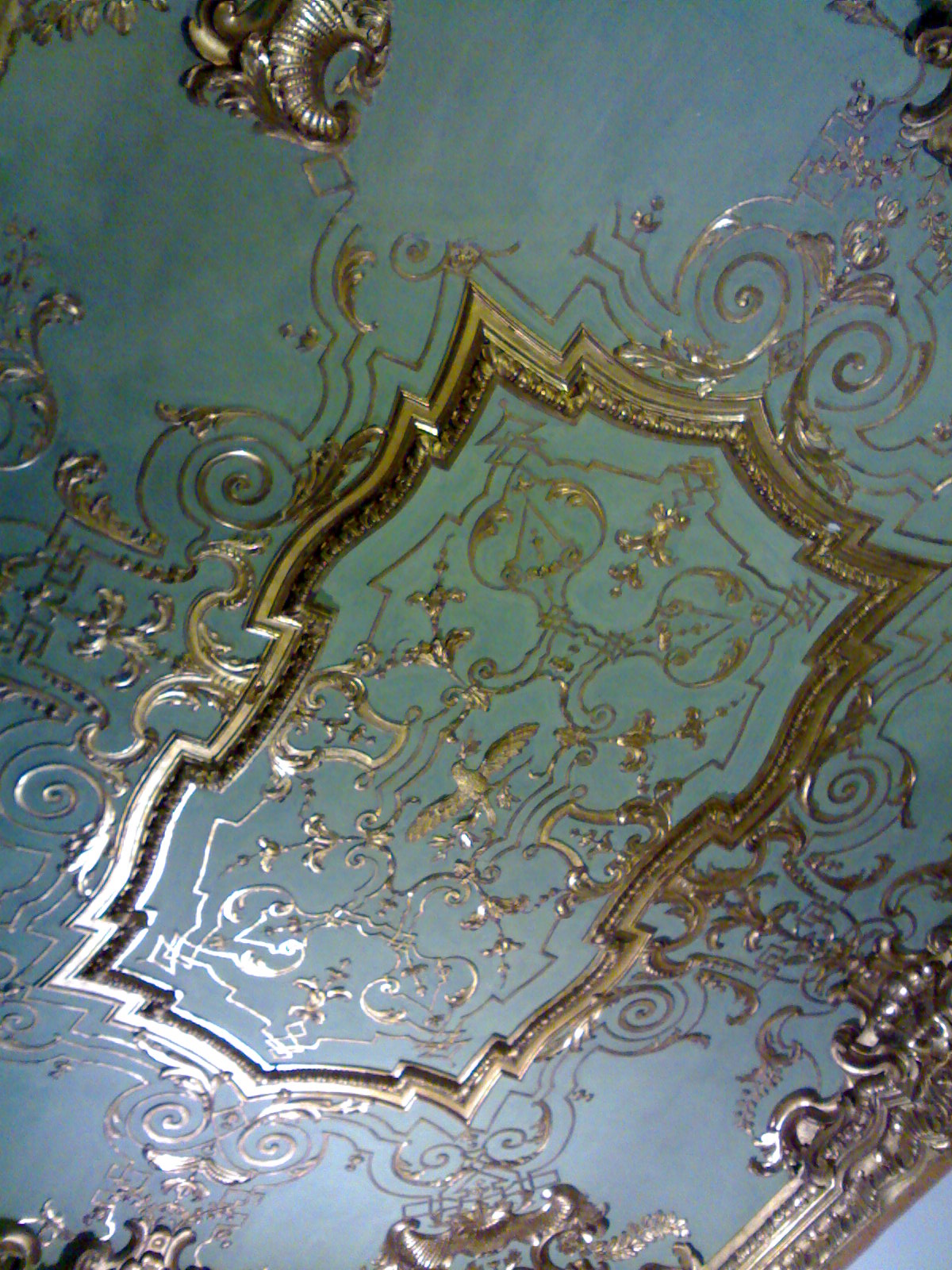
Decoración del techo.

Se conserva muy poco del edificio original anterior al terremoto de 1688, que destruyó la cercana ciudad de Benevento y causó severos daños al Palacio junto a otros edificios de Nápoles. Del edificio original se conserva la arquitectura dórica de la planta baja; en la renovación de los años siguientes, se perdió la notable cornisa de roca piperno adornada de metopas y triglifos, algunos de los cuales representaban las caras de los miembros de la familia di Sangro, según se desprende de una ilustración de la época.
El interior es de gusto rococó, tras la última intervención de Genovese. En la segunda planta, en la actual sala de lectura de la Biblioteca de Estudios sobre Asia, se puede admirar la galería decorada con frescos en la bóveda y en las paredes. Finalmente, una pequeña sala, llamada Cabinet, servía de estudio y está cubierto de espejos diseñados por Filippo Buonocore; además, alberga una rica colección de escuturas realizadas por Bartolomeo Granucci.